# Edgar Wind
Edgar Wind (Berlino, 14 maggio 1900 – Londra, 12 settembre 1971) è stato uno storico dell'arte interdisciplinare tedesco, specializzato nell'iconologia del Rinascimento.
Wind era un membro della scuola di storici dell'arte di Warburg e fu il primo professore di storia dell'arte all'Università di Oxford. Wind è maggiormente conosciuto per le sue ricerche sull'allegoria e sulla mitologia pagana dei secoli XV-XVI, e per il suo libro sul soggetto, Pagan Mysteries of the Renaissance (1958).

## Biografia
Wind proveniva da studi matematici e filosofici, iniziati al Gymnasium di Charlottenburg (dove studiò anche le lingue classiche, il francese e l'inglese) e continuati all'Università di Berlino (con Adolph Goldschmidt), Friburgo (con Edmund Husserl e Martin Heidegger) e Vienna (con Max Dvořák, Julius von Schlosser e Josef Strzygowski).
Discusse la propria tesi (sul metodo della storia dell'arte) all'Università di Amburgo, dove si era trasferito nel 1920, divenendo il primo allievo di Erwin Panofsky. Per ragioni finanziarie, Wind lasciò temporaneamente Amburgo per andare a insegnare negli Stati Uniti (avendo ricevuto un incarico biennale dall'Università della Carolina del Nord nel periodo 1925-1927 come Graham Kenan Fellow in filosofia), ma ritornò ad Amburgo come assistente ricercatore della Warburg-Bibliothek. Ad Amburgo, Wind studiò filosofia con Ernst Cassirer, impiegando nella propria tesi la filosofia di Charles Sanders Peirce (che aveva conosciuto in America). Sempre ad Amburgo, Wind fece la conoscenza di Aby Warburg e fu successivamente impegnato nello spostamento della Warburg-Bibliothek a Londra durante il periodo nazista. Le influenze di Warburg su Wind sono state notevoli.
Trasferitosi a Londra, Wind insegnò e fece parte del Warburg Institute, fondando nel 1937, insieme a Rudolf Wittkower, l'importante Journal of the Warburg and Courtauld Institute. Durante la guerra Wind tornò negli Stati Uniti dove ricoprì diversi incarichi all'Università di New York (1940-1942) e di Chicago (1942-1944) e allo Smith College (1944-1955). Infine, nel 1955 tornò in Inghilterra e divenne il primo professore di storia dell'arte all'Università di Oxford, una posizione che ricoprì sino al suo pensionamento nel 1967. A Wind è stata dedicata una sala di lettura della Sackler Library di Oxford, che ne conserva le opere. Nel 1960 andarono in onda per la BBC le sue Reith lectures, da cui venne poi tratto il libro Art and Anarchy.
Wind, benché considerato un classicista e uno studioso del Rinascimento, fu uno strenuo difensore dell'arte moderna, a differenza di molti dei suoi colleghi: 

## Insegnamento
Wind fu un appassionato e rispettato docente, avendo insegnato in molti istituti. Fu un tipico esempio del fenomeno americano dello studioso warburghiano, ugualmente a suo agio nell'arte come nella letteratura, nella filosofia come nella storia, essendo così le sue lezioni "pirotecniche". Come dice uno dei suoi studenti allo Smith College: 

## Opera
Le due opere più famose di Wind sono Pagan Mysteries of the Renaissance (Londra, Faber & Faber, 1958, traduzione italiana: Misteri pagani nel Rinascimento, Milano, Adelphi, 1971) e Art and Anarchy (London, Faber & Faber, 1963, traduzione italiana: Arte e Anarchia, Milano, Adelphi, 1968).

### Misteri pagani nel Rinascimento
Il fine dei Misteri è quello di «spiegare diverse delle grandi opere d'arte del Rinascimento». Wind sostenne che «le idee espresse con forza nell'arte erano sentite e vive nelle altre aree dell'attività umana». Partendo dalla premessa che «la presenza di residui irrisolti di significato è un ostacolo alla fruizione dell'arte», Wind cercò di «rimuovere il velo di oscurità che non solo il tempo… ma un uso deliberatamente fuorviante della metafora ha gettato su alcuni dei più grandi dipinti del Rinascimento».